# Шарп, Сесил Джеймс
Сесил Джеймс Шарп (англ. Cecil James Sharp; 22 ноября 1859, Камберуэлл, Лондон — 23 июня 1924, Хампстед, Лондон) — английский музыкальный фольклорист, музыкант, педагог, публицист, дирижёр. Считается основателем возрождения фольклора в Англии в начале XX-го века. Собрал и описал многие английские народные танцы, песни и баллады.

## Биография
Сын торговца. Образование получил в Клэр-колледже Кембриджского университета, где в 1882 году получил диплом бакалавра искусств .
Отправился в Австралию и поселился в Аделаиде. Стал помощником органиста в соборе Святого Петра, затем, дирижёром государственного и церковного хоров. Позже служил дирижёром филармонии в Аделаиде, а в 1889 году — руководителем музыкальной школы в Аделаиде. Во время своего пребывания в Аделаиде написал музыку для двух лёгких опер («Jonquil» и «Сильвия»), которые были поставлены в Королевском театре Аделаиды в декабре 1890 г. В 1892 году вернулся на родину. В 1893 году был зачислен на должность учитель музыки подготовительной школы в Северном Лондоне. В течение семнадцати лет работал на этой должности. С 1896 года Шарп был директором Музыкальной консерватории Хэмпстеда.
С 1898 года состоял в Обществе народной песни, в 1911 году основал Общество английского народного танца (позднее объединилось с Обществом народной песни) в Лондоне.
Собрал и издал в сборниках народные мелодии — свыше 5000 английских песен и около 200 танцев (записаны на севере Англии и в Аппалачских горах США). Их использовали многие английские композиторы. Руководил Школой народной песни и танца (Стратфорд-он-Эйвон).